# Hans Herker
Hans Herker (* 24. August 1905 in München; † 27. März 1964 ebenda) war ein deutscher Widerstandskämpfer und KPD-Mitglied.

## Leben
Hans Herker stammte aus einer Arbeiterfamilie in München-Schwabing und war gelernter Maler. Seit Ende der 1920er-Jahre hatte er über Kollegen in der Gewerkschaft Kontakte zu Kommunisten und wurde 1930 Mitglied der KPD.
Nach der „Machtergreifung“ der Nationalsozialisten und der darauf folgenden Verfolgung und Verhaftung vieler KPD-Mitglieder beteiligte sich Herker Anfang 1934 an der Verteilung illegaler regimekritischer Flugblätter. Die illegale Gruppe flog jedoch auf; Hans Herker wurde am 10. März 1934 festgenommen und bis zum 26. Juli 1935 in die Justizvollzugsanstalt Neudeck zur Untersuchungshaft eingeliefert. Am 8. August 1935 verurteilte ihn der Volksgerichtshof in Berlin wegen „Vorbereitung zum Hochverrat“ zu zwei Jahren und sechs Monaten Gefängnis. Nach Verbüßung seiner Strafe wurde Herker bis zum 3. Mai 1939 im KZ Dachau inhaftiert. Nach seiner Entlassung wurde Herker weiter überwacht und musste sich regelmäßig bei der Polizei melden. Trotz der staatlichen Kontrolle war Herker in der Hartwimmer-Olschewski-Widerstandsgruppe aktiv.  Am 13. Februar 1942 wurde Herker erneut verhaftet, der Haftbefehl jedoch am 2. August 1943 aufgehoben und das gegen ihn eingeleitete Strafverfahren bis nach Kriegsende ausgesetzt. Stattdessen wurde Herker, obwohl er wegen seiner politischen Aktivitäten für „wehrunwürdig“ erklärt worden war, zur Strafdivision 999 eingezogen, die Teil des Militärstrafvollzugs war. Herker wurde verwundet und, kehrte Ende April 1945 aus einem Lazarett nach München zurück und heiratete im August 1945 Centa Beimler, die Witwe des ehemaligen KPD-Reichstagsabgeordneten Hans Beimler. Herker hatte sie während der gemeinsamen Haftzeit im Gestapogefängnis im Wittelsbacher Palais in München kennengelernt, wo er als Untersuchungshäftling Malerarbeiten ausführen musste. 1948 wurde ihre gemeinsame Tochter Christa geboren.